# Поль-Марі Дюмон
Поль-Марі Дюмон (фр. Paul-Marie Dumond; 2 квітня 1864, Ліон, Франція — 19 лютого 1944, Наньчан, Республіка Китай) — єпископ римо-католицької церкви, апостольський вікарій апостольського вікаріату «Прибережного Чжилі» в місті Тяньцзінь, Китай з 24 квітня 1922 року, чернець із чернечого ордена лазаристів.

## Життєпис
10 серпня 1888 року висвячений на священника.
27 квітня 1912 року Святий Престол утворив апостольський вікаріат «Прибережний Чжилі» із центром у місті Тяньцзінь, апостольським вікарієм якого призначив Поль-Марі Дюмона.
30 червня 1912 року висвячений на єпископа. Після свого призначення розпочав будівництво на території французької концесії собору святого Йосипа. Також започаткував католицьку школу при соборі та відкрив католицьку лікарню для нужденних, у якій працювали черниці.
21 липня 1920 року призначений новим апостольським адміністратором апостольського вікаріату Цзянсі в провінції Ганьчжоу.
3 липня 1931 року його призначили апостольським вікарієм апостольського вікаріату Наньчан.
Помер 19 лютого 1944 року в Наньчані у 79-річному віці.